# دهستان خانه‌شور
دهستان خانه شور نام دهستانی در بخش مرکزی شهرستان ثلاث باباجانی، استان کرمانشاه در ایران است. براساس سرشماری مرکز آمار ایران در سال ۱۳۸۵، جمعیت آن ۷۶۲۳ نفر (۱۶۱۵ خانوار) بوده‌است.